# Hans Leube
Erich Hans Leube (* 13. August 1896 in Leipzig; † 10. Mai 1947 in Rostock) war ein deutscher evangelischer Kirchenhistoriker und Lehrstuhlinhaber.

## Leben
Hans Leube studierte ab 1916 Theologie und Philosophie an der Universität Leipzig und war Schüler von Heinrich Böhmer. 1921 wurde er zum Dr. phil. promoviert (Die Geschichte der pietistischen Bewegung in Leipzig), 1923 erfolgte die Habilitation im Fach Kirchengeschichte (Die Reformbestrebungen der deutschen lutherischen Kirche des 17. Jahrhunderts). Von 1924 bis 1930 war er Privatdozent und Religionslehrer an der Schiller-, Lessing- und Wilhelm-Wundt-Schule in Leipzig. Anschließend wurde er zum außerordentlichen Professor ernannt. Im März 1931 wurde er auf das kirchengeschichtliche Ordinariat der Universität Breslau berufen, wo er bis 1945 blieb. Hier forschte er zur englischen Kirchengeschichte und zur Rezeption Luthers in Frankreich. Nach seiner Flucht aus Breslau war Leube seit August 1945 in Leipzig Gastprofessor und Lehrstuhlvertreter an der Philosophischen (Anglistik) und der Theologischen Fakultät. Im Mai 1946 übernahm er das seit 1940 vakant gewesene kirchengeschichtliche Ordinariat an der Universität Rostock.
Leubes sozial- und frömmigkeitsgeschichtliche Forschungen trugen dazu bei, die von Gottfried Arnold etablierte Rede von der „toten“ Orthodoxie zu überwinden. Im 20. Jahrhundert gehörte er neben Werner Elert, Hans Emil Weber und Otto Ritschl zu den bedeutendsten Kennern der protestantischen Theologie des späten 16. und 17. Jahrhunderts.
Hans Leube war verheiratet mit Waldtraut Leube, geborene von Klaeden. Der 1934 in Breslau geborene Romanist Eberhard Leube war sein Sohn.

## Schriften (Auswahl)
- Die Geschichte der pietistischen Bewegung in Leipzig. 1921
- Die Reformbestrebungen der deutschen lutherischen Kirche des 17. Jahrhunderts. 1923
- Kalvinismus und Luthertum im Zeitalter der Orthodoxie. Band I. Leipzig 1928.
- Zusammen mit Horst Stephan: Die Neuzeit (= Handbuch der Kirchengeschichte für Studierende). 2. Aufl. Mohr, Tübingen 1931.
- Deutschlandbild und Lutherauffassung in Frankreich. Kohlhammer, Stuttgart 1941.
- Orthodoxie und Pietismus. Gesammelte Studien. Mit einem Geleitwort von Martin Schmidt, hrsg. v. Dietrich Blaufuß. Bielefeld 1975